# マルコス・クレメル
マルコス・クレメル（Marcos Kremer、1997年7月30日 - ）は、トップ14ASMクレルモン・オーヴェルニュに所属するラグビーユニオン選手。

## プロフィール
- アルゼンチン・コンコルディア出身。
- ポジションはロック(LO)、フランカー(FL)。
- 身長 195cm、体重 114kg
- U20アルゼンチン代表に選ばれたことがある[1]。
- アルゼンチン代表キャップは32（2021年1月現在）でワールドカップ2019のアルゼンチン代表に選ばれた[2]。

## 略歴
アトレティコ・デル・ロサリオを経て、2016年、ハグアレスに加入。
2020年、スタッド・フランセに加入。